# Мари Глори
Мари Глори (фр. Marie Glory; 3 мая 1905 — 24 января 2009) — французская актриса.

## Биография
Мари Глори, урождённая Раймон Луиз Марселль Тулли, родилась в небольшом городке в департаменте Орн 3 мая 1905 года. Её кинодебют состоялся в 1924 году в фильме Раймона Бернара «Le Miracle des Loups» под псевдонимом Арлетт Женни, который она использовала до 1927 года.
В 1928 году, уже под именем Мари Глори, она исполнила главную роль в фильме Марселя Л’Эрбье «Деньги», где её соратницей по экрану стала знаменитая в те годы немецкая актриса Бригитта Хельм. Спустя год она сыграла ещё одну крупную роль в фильме «Монте Кристо».
Первым звуковым фильмом в карьере Мари Глори стала картина «Le Roi de Paris» (1930), где главную роль исполнил сербский актёр Иван Петрович. На протяжении 1930-х годов она продолжала много сниматься на родине, а к началу нового десятилетия её карьера постепенно затухла. Глори всё же вернулась на киноэкраны в 1950-х годах, исполнив пару ролей в итальянских и французских фильмах, а свою последнюю роль она сыграла в одном из телефильмов в 1964 году.
Мари Глори умерла в Каннах 24 января 2009 года на 104 году жизни, будучи при этом одной из старейших актрис мира, снимавшихся ещё в эпоху немого кино.